# Zâmbia nos Jogos Olímpicos de Verão de 2008
A Zâmbia competiu nos Jogos Olímpicos de Verão de 2008, em Pequim, na China.

## Desempenho

### Atletismo
| Atleta          | Prova            | Eliminatórias | Eliminatórias | Quartos-finais | Quartos-finais | Semifinal   | Semifinal   | Final       | Final       |
| Atleta          | Prova            | Resultado     | Pos.          | Resultado      | Pos.           | Resultado   | Pos.        | Resultado   | Pos.        |
| --------------- | ---------------- | ------------- | ------------- | -------------- | -------------- | ----------- | ----------- | ----------- | ----------- |
| Tonny Wamulwa   | 5000 m masculino | 14:06.96      | 10            | Não avançou    | Não avançou    | Não avançou | Não avançou | Não avançou | Não avançou |
| Racheal Nachula | 400 m feminino   | 51.62         | 3             |                |                | 52.67       | 8           | Não avançou | Não avançou |

### Badminton
| Atleta     | Prova             | Ronda dos 64           | Ronda dos 32                     | Ronda dos 16           | Quartos-finais         | Semifinais             | Final                  | Final       |
| Atleta     | Prova             | Adversário e resultado | Adversário e resultado           | Adversário e resultado | Adversário e resultado | Adversário e resultado | Adversário e resultado | Pos.        |
| ---------- | ----------------- | ---------------------- | -------------------------------- | ---------------------- | ---------------------- | ---------------------- | ---------------------- | ----------- |
| Eli Mambwe | Simples masculino | Bye                    | FRA E. Kehlhoffner D 15-21 17-21 | Não avançou            | Não avançou            | Não avançou            | Não avançou            | Não avançou |

### Boxe
A Zâmbia qualificou dois boxeadores para o torneio olímpico de boxe. Bwalya classificou-se no primeiro torneio qualificatório africano. Chiyanika obteve sua vaga no segundo torneio qualificatório do continente.
| Atleta            | Prova                   | Ronda dos 32                 | Ronda dos 16           | Quartos-finais         | Semifinais             | Final                  |
| Atleta            | Prova                   | Adversário e resultado       | Adversário e resultado | Adversário e resultado | Adversário e resultado | Adversário e resultado |
| ----------------- | ----------------------- | ---------------------------- | ---------------------- | ---------------------- | ---------------------- | ---------------------- |
| Cassius Chiyanika | Peso mosca              | ITA E. Picardi D 3 - 10      | Não avançou            | Não avançou            | Não avançou            | Não avançou            |
| Hastings Bwalya   | Peso meio-médio-ligeiro | MGL U. Mönkh-Erdene D 8 - 12 | Não avançou            | Não avançou            | Não avançou            | Não avançou            |
| Precious Makina   | Peso meio-médio         | CHN H. Silamu D 4 - 21       | Não avançou            | Não avançou            | Não avançou            | Não avançou            |

### Natação
| Atleta             | Prova                | Eliminatórias | Eliminatórias | Semifinal   | Semifinal   | Final       | Final       |
| Atleta             | Prova                | Tempo         | Pos.          | Tempo       | Pos.        | Tempo       | Pos.        |
| ------------------ | -------------------- | ------------- | ------------- | ----------- | ----------- | ----------- | ----------- |
| Ellen Lendra Hight | 50 m livre feminino  | 27.42         | 53            | Não avançou | Não avançou | Não avançou | Não avançou |
| Zane Jordan        | 50 m livre masculino | 24.82         | 63            | Não avançou | Não avançou | Não avançou | Não avançou |